# Rekryteringsgruppen
Rekryteringsgruppen, RG är en svensk organisation för aktiv rehabilitering. Den grundades framför allt av ryggmärgsskadade människor under den senare hälften av 1970-talet för att nå varandra och att visa att det finns ett liv efter "skadan". Under 1980-talet blev de rikskända och deras tidning KICK utgavs första gången sommaren 1982. De stod för ett liv med målmedveten träning och målet att i största möjliga mån klara sig själv. Man hade även uppsökande verksamhet, där man träffade nyskadade på sjukhusens neurologi-avdelningar och peppade dem. Detta var något nytt och oerhört viktigt för dem som låg där, ofta i depressioner efter olyckan berättar en av de många RG:s uppsökare hälsade på.
De som var födda med handikapp var nu även de välkomna i verksamheten. Man åkte bland annat på RG:s träningläger i Boxholm, vilket för en hel generation blev den stora förändringen, till ett aktivare liv. Gruppen finns fortfarande kvar, med samma framgångsrika idéer och arbetssätt.
Några nyckelpersoner är Jalle Jungnell och Claes Hultling. Verksamhetschef är Peter Fahlström och ordförande sedan 2012 är Martin Bretz.